# Poliopastea laconia
Poliopastea laconia är en fjärilsart som beskrevs av Druce 1884. Poliopastea laconia ingår i släktet Poliopastea och familjen björnspinnare. Inga underarter finns listade i Catalogue of Life.